# Tubo corrugado

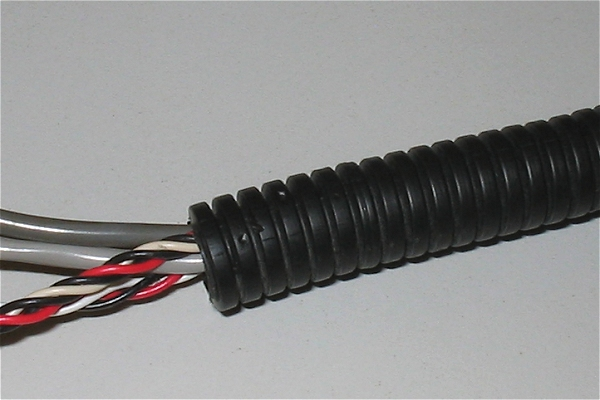
Tubo corrugado e cabos

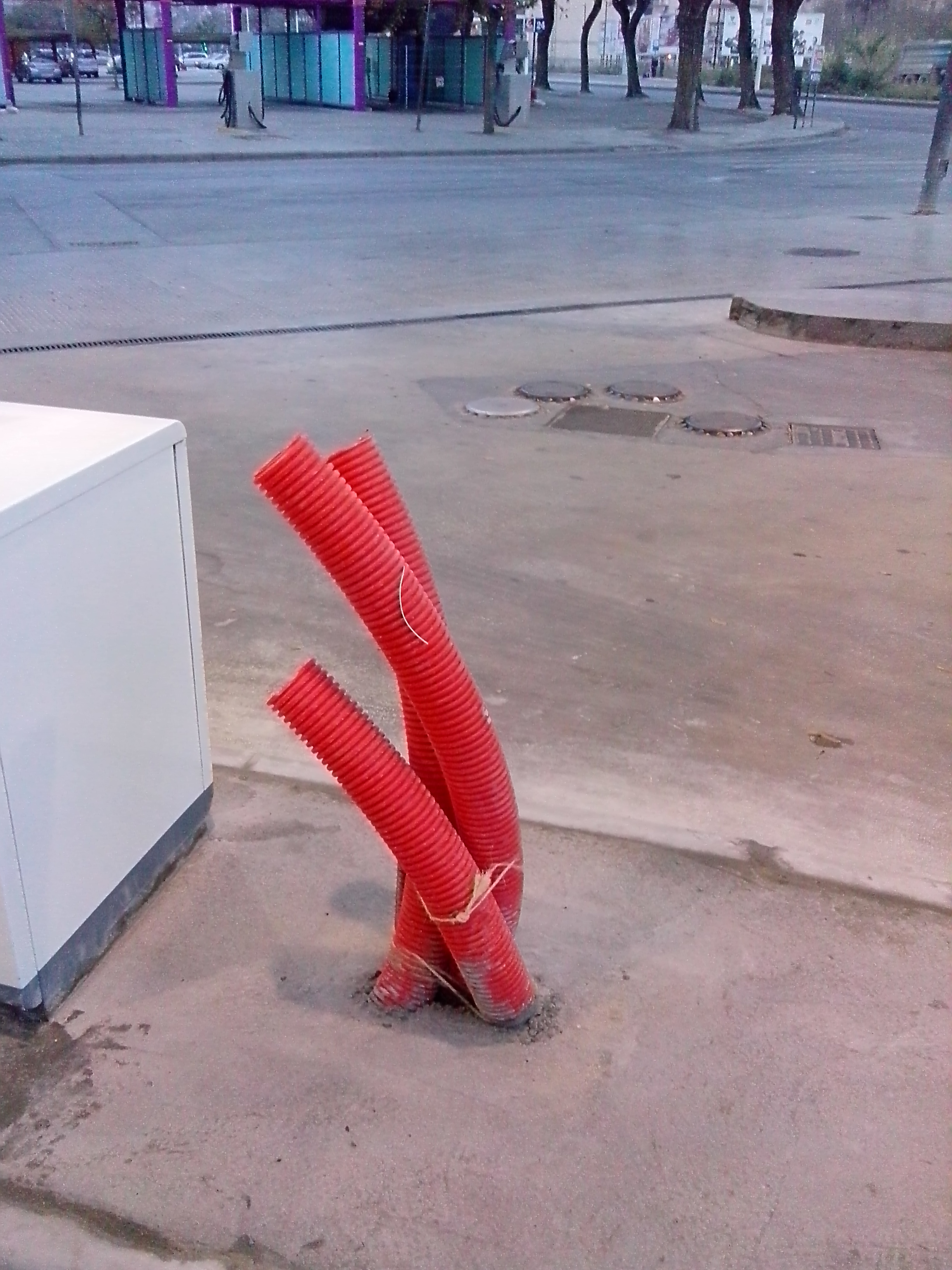
Tubos corrugados

Tubo corrugado é um tubo em plástico, para aplicação como canal de instalação de cabos eléctricos - de potência, telecomunicações - para enterrar ou colocação em bandeja.

## Padronização
NP EN 61386-22:2005 / IEC 61386-22 ed1.0